# Martinhana
Martinhana (italià Martiniana Po, piemontès Martinhan-a) és un municipi italià, situat a la regió del Piemont. L'any 2007 tenia 764 habitants. Està situat a la Vall del Po, dins de les Valls Occitanes. Limita amb els municipis de Brondèl, Brossasco, Gambasca, Isasca, Revèl

## Administració
| Període | Identitat               | Partit        |
| ------- | ----------------------- | ------------- |
| 2004-   | Giovanna Carolina Zetti | Llista cívica |